# Салаар частина 1 – припинення вогню
«Салаар частина 1 – припинення вогню» — це індійський бойовик мовою телугу, написаний і знятий Прашантом Нілом, а продюсер картини — Віджай Кірагандур під керівництвом Hombale Films. Прабхас грає головну роль разом із Прітхвіраджем Сукумараном, Шруті Хаасаном та Джагапаті Бабу. Фільм був анонсований у грудні 2020 року, а основні зйомки почалися в січні 2021 року поблизу Годаваріхані, Телангана. Музику написав Раві Басрур, а оператор — Бхуван Говда.

## Актори
- Прабхас як Салаар
- Прітхвірадж Сукумаран
- Шруті Хаасан в ролі Адх'ї
- Джагапаті Бабу в ролі Раджаманаара
- Мадху Гурусвамі
- Ішварі Рао
- Прудхві Радж
- Рамачандра Раджу[1]

## Виробництво

### Розробка
Фільм разом із назвою було оголошено 2 грудня 2020 року Оголошений як бойовик, фільм знаменує собою першу співпрацю між режисером Прашантом Нілом і Прабхасом. Про свою роль Прабхас заявив: «мій персонаж надзвичайно жорстокий, тому цього я насправді не робив раніше». У кількох повідомленнях стверджувалося, що фільм є рімейком дебютного фільму Ніла «Уграмм» , однак Ніл пояснив, що «Салаар» — це не рімейк, а оригінальна історія, написана для Прабхаса.

### Кастинг
Актриса Шруті Хаасан була обрана на головну роль у січні 2021 року Актор з каннада Мадху Гурусвамі зіграє головну роль. У березні актрису Ішварі Рао підписали на роль матері Салаара. Пізніше в серпні до акторського складу приєднався Джагапаті Бабу, персонаж якого розкривається як Раджаманаар.
У жовтні 2021 року актор Прітхвірадж Сукумаран вступив у переговори, щоб зіграти вирішальну роль у фільмі. У березні 2022 року Прабхас підтвердив, що Прітвірадж є частиною Салаара під час рекламної події його фільму Radhe Shyam Фільм знаменує повернення Прітвіраджа в кінотелугу через 12 років після його появи в поліції (2010).

## Прем'єра
Реліз «Салаар» вийшов 22 грудня 2023 року на мові телугу на додаток до дубльованих версій на хінді, тамільській, каннада та малаялам .
Фільм розповсюджується KRG Studios на каннада та UV Creations мовами телугу. Раніше в серпні 2021 року було оголошено, що фільм має вийти 14 квітня 2022 року. Пізніше фільм було перенесено через фільм Ніла і Хомбала KGF: Глава 2, який планується випустити на цю дату. У березні 2022 року продюсер Віджай Кірагандур в інтерв'ю Pinkvilla заявив, що фільм було перенесено на другий квартал (квітень-червень) 2023 року через затримки виробництва через пандемію COVID-19 .